# Johannes Virdung

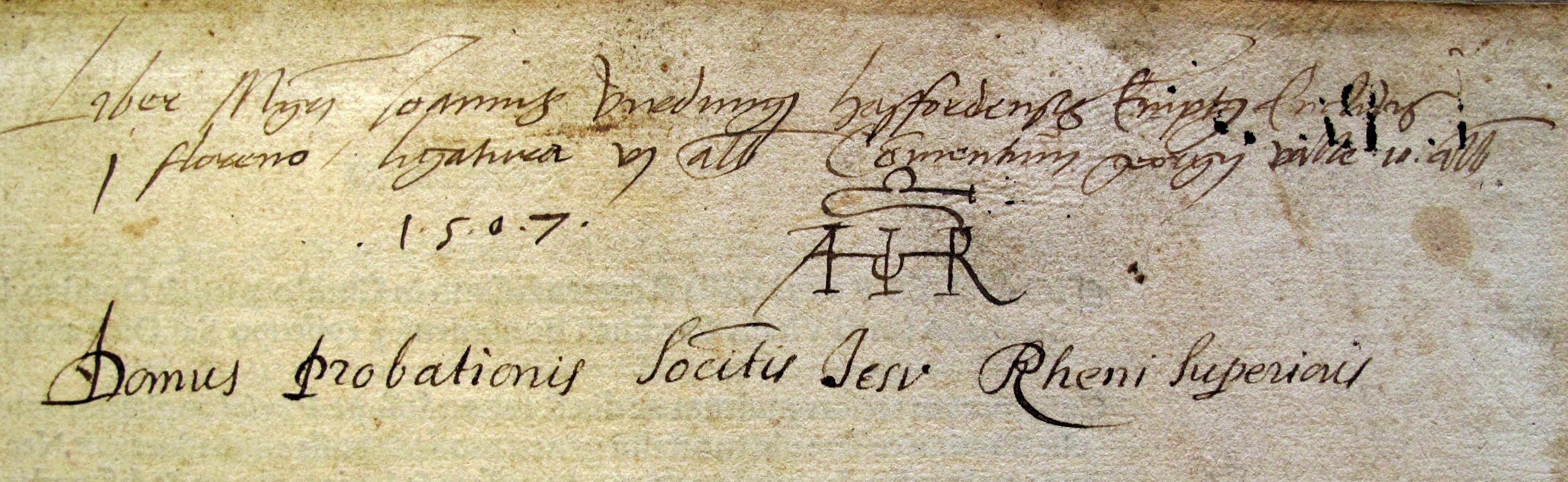
Autógrafo de Virdung en un libro de la biblioteca de la ciudad de Mainz

Johann, Hans o Johannes Virdung de Hassfurt (1463; † 1538/39) fue un célebre astrólogo de principios del siglo XVI del Palatinado Electoral. Tenía un puesto oficial en Heidelberg, en la corte del Elector Palatino. Escribió varias obras con nombres genéricos (Prognosticon, Practica), incluida una obra milenaria, a  lrededor de 1510.
Fue corresponsal de Johannes Trithemius. Una de las primeras fuentes de la leyenda de Fausto se puede encuentror en una carta de Trithemius a Virdung.
Virdung estudió en la Universidad de Leipzig a partir de 1481, luego en Cracovia de 1484 a 1486. Regresó a Leipzig en 1487, donde se graduó como "Magister" en 1491. Se ha sugerido que Virdung pertenecía a la escuela del astrónomo Albertus de Brudzewo y había estudiado con él y con Johannes de Glogovia en Cracovia.